# Borovac (okręg jablanicki)
Borovac (cyr. Боровац) – wieś w Serbii, w okręgu jablanickim, w gminie Medveđa. W 2011 roku liczyła 47 mieszkańców.